# Herbert Gaggl
Herbert Gaggl (* 30. Juli 1955) ist ein österreichischer Politiker (ÖVP). Er ist seit 1991 Bürgermeister der Kärntner Gemeinde Moosburg und seit März 2013 zudem Abgeordneter zum Kärntner Landtag. 

## Ausbildung und Beruf
Gaggl besuchte die Volks- und Hauptschule in Moosburg und absolvierte danach die Handelsschule. Er begann in der Folge eine Ausbildung zum Nachrichtentechniker und legte in diesem Beruf auch die Meisterprüfung ab. Zudem absolvierte er eine Ausbildung zum Röntgenfachmann sowie eine Ausbildung zum Verkaufsleiter.

## Politik und Funktion
Gaggl zog 1985 erstmals in den Gemeinderat der Marktgemeinde Moosburg ein und fungierte von 1987 bis 1991 als Obmann des Clubs der ÖVP Gemeinderäte. Gaggl wurde 1989 zum Gemeindeparteiobmann der Österreichischen Volkspartei Moosburg gewählt und hatte von 1990 bis 1991 das Amt des Vizebürgermeisters von Moosburg inne. 1991 übernahm er das Amt des Bürgermeisters der Gemeinde. Er wurde 1995 Obmann des Wertstoffsammelzentrums Moosburg-Pörtschach-Techelsberg und fungierte zwischen 1997 und 2003 als Obmann des Schulgemeindeverbands Klagenfurt-Land. Er war zudem Gründungsgeschäftsführer der Wörthersee Tourismus Gesellschaft und wurde 2009 Obmann der Verwaltungsgemeinschaft Klagenfurt. Innerparteilich war er von 2009 bis 2012 als stellvertretender Bezirksparteiobmann der ÖVP-Klagenfurt Land aktiv. 2012 übernahm er das Amt des ÖVP-Bezirksparteiobmanns von Klagenfurt-Land. Gaggl kandidierte bei der Landtagswahl 2013 im Wahlkreis Klagenfurt-Stadt und Klagenfurt-Land. Herbert Gaggl wurde am 28. März 2013 als Landtagsabgeordneter im Kärntner Landtag angelobt. Er ist Mitglied des Ausschusses für Jagd, Tierschutz, Natur-, National- und Biosphärenparks sowie Mitglied des Unvereinbarkeitsausschusses. 
Herbert Gaggl ist das oberste Glied in der Rangordnung, was die 5 Feuerwehren in der Gemeinde Moosburg betrifft, engagiert sich stark für den Sport in seiner Gemeinde und besucht regelmäßig die Matches des SV Moosburg.

## Privates
Gaggl ist verheiratet und Vater von drei Kindern.